# 小行星7512
小行星7512（英語：7512 Monicalazzarin）是一颗围绕太阳公转的小行星。1983年2月15日，愛德華·鮑威爾在可可尼诺县发现了此天体。
这颗小行星的绝对星等为181.25291等。